# Dolichoderus andinus
Dolichoderus andinus är en myrart som först beskrevs av Kempf 1962.  Dolichoderus andinus ingår i släktet Dolichoderus och familjen myror. Inga underarter finns listade i Catalogue of Life.